# Liste der Baudenkmäler in Gallmersgarten
Auf dieser Seite sind die Baudenkmäler in der mittelfränkischen Gemeinde Gallmersgarten zusammengestellt. Diese Tabelle ist eine Teilliste der Liste der Baudenkmäler in Bayern. Grundlage ist die Bayerische Denkmalliste, die auf Basis des Bayerischen Denkmalschutzgesetzes vom 1. Oktober 1973 erstmals erstellt wurde und seither durch das Bayerische Landesamt für Denkmalpflege geführt wird. Die folgenden Angaben ersetzen nicht die rechtsverbindliche Auskunft der Denkmalschutzbehörde.
 Diese Liste gibt den Fortschreibungsstand vom 8. Oktober 2021 wieder und enthält 18 Baudenkmäler.
In dieser Kartenansicht sind Baudenkmäler ohne Koordinaten mit einem roten bzw. orangen Marker dargestellt und können in der Karte gesetzt werden. Baudenkmäler ohne Bild sind mit einem blauen bzw. roten Marker gekennzeichnet, Baudenkmäler mit Bild mit einem grünen bzw. orangen Marker.

## Gemeindeübergreifendes Baudenkmal
44 Grenzsteine, sogenannte Landhegesteine, hochrechteckige, oben abgerundete Steinstelen, überwiegend reliefiert mit dem Wappen der Reichsstadt Rothenburg und der Markgrafschaft Ansbach, gesetzt 1617.
Aktennummer D-5-75-124-19

## Baudenkmäler nach Gemeindeteilen

### Gallmersgarten
| Lage                    | Objekt                                  | Beschreibung                                                                         | Akten-Nr.             | Bild           |
| ----------------------- | --------------------------------------- | ------------------------------------------------------------------------------------ | --------------------- | -------------- |
| Dorfring 3 (Standort)   | Satteldachhaus                          | Eingeschossig, Giebel mit Zierfachwerk, 17./18. Jahrhundert, nicht nachqualifiziert. | D-5-75-124-1 Wikidata | weitere Bilder |
| Dorfring 16 (Standort)  | Satteldachhaus mit Fachwerkobergeschoss | Erste Hälfte 19. Jahrhundert, nicht nachqualifiziert                                 | D-5-75-124-2 Wikidata | weitere Bilder |
| Dorfring 22 (Standort)  | Wohnstallhaus                           | Verputztes Fachwerk, 17./18. Jahrhundert, nicht nachqualifiziert                     | D-5-75-124-3 Wikidata | BW             |
| Mühlbuck 2 b (Standort) | Fachwerkhaus                            | Eingeschossig, mit Mansarddach, um 1800                                              | D-5-75-124-4 Wikidata | BW             |
| Mühlbuck 3 (Standort)   | Fachwerkhaus                            | Eingeschossig, mit Mansarddach, um 1800                                              | D-5-75-124-4 Wikidata | Fachwerkhaus   |

### Bergtshofen
| Lage                           | Objekt                             | Beschreibung                                               | Akten-Nr.             | Bild                               |
| ------------------------------ | ---------------------------------- | ---------------------------------------------------------- | --------------------- | ---------------------------------- |
| Buchheimer Weg 1 (Standort)    | Walmdachhaus mit Wirtschaftsflügel | Bruchstein, bezeichnet mit „1853“, nicht nachqualifiziert. | D-5-75-124-5 Wikidata | Walmdachhaus mit Wirtschaftsflügel |
| Hochbacher Straße 2 (Standort) | Walmdachhaus                       | Bruchstein, bezeichnet mit „1832“, nicht nachqualifiziert. | D-5-75-124-6 Wikidata | weitere Bilder                     |

### Habermühle
| Lage                    | Objekt                   | Beschreibung                                                      | Akten-Nr.              | Bild |
| ----------------------- | ------------------------ | ----------------------------------------------------------------- | ---------------------- | ---- |
| Habermühle 1 (Standort) | Mühle                    | Walmdachbau, im Kern Ende 17. Jahrhundert, Nicht nachqualifiziert | D-5-75-124-7 Wikidata  | BW   |
| Habermühle 1 (Standort) | Scheuer mit Halbwalmdach | Bezeichnet mit „1803“, nicht nachqualifiziert                     | D-5-75-124-7 zugehörig | BW   |

### Mörlbach
| Lage                     | Objekt                                             | Beschreibung                                                                | Akten-Nr.               | Bild           |
| ------------------------ | -------------------------------------------------- | --------------------------------------------------------------------------- | ----------------------- | -------------- |
| Herrengasse 1 (Standort) | Fachwerkwohnstallhaus                              | Eingeschossig, um 1800, nicht nachqualifiziert                              | D-5-75-124-8 Wikidata   | weitere Bilder |
| Herrengasse 2 (Standort) | Gasthaus zum Hirschen                              | Wohnstallhaus, bezeichnet mit „1848“, nicht nachqualifiziert                | D-5-75-124-9 Wikidata   | weitere Bilder |
| Herrengasse 2 (Standort) | Pfeilerportal                                      | nicht nachqualifiziert                                                      | D-5-75-124-9 zugehörig  | weitere Bilder |
| Kirchplatz 3 (Standort)  | Evangelisch-lutherische Pfarrkirche St. Laurentius | Chorturmkirche, Turm im Kern romanisch, Langhaus 1714–1715; mit Ausstattung | D-5-75-124-10 Wikidata  | weitere Bilder |
| Kirchplatz 3 (Standort)  | Kirchhofmauer                                      |                                                                             | D-5-75-124-10 zugehörig | weitere Bilder |

### Steinach an der Ens
| Lage                                         | Objekt                                        | Beschreibung | Akten-Nr.               | Bild           |
| -------------------------------------------- | --------------------------------------------- | --- | ----------------------- | -------------- |
| An der Kirche 3 (Standort)                   | Evangelisch-lutherische Pfarrkirche St. Maria | Turm und Chor 14. Jahrhundert, Langhaus 1608; mit Ausstattung                                                        | D-5-75-124-11 Wikidata  | weitere Bilder |
| An der Kirche 3 (Standort)                   | Kirchhofmauer                                 | | D-5-75-124-11 zugehörig | BW             |
| Rothenburger Landhege, nördlich des Ortes () | Rothenburger Landhege                         | Reste der Wallgrabenanlage, 15.–16. Jahrhundert, Nicht nachqualifiziert, im Bayerischen Denkmal-Atlas nicht kartiert | D-5-75-124-13 Wikidata  |                |

### Steinach bei Rothenburg ob der Tauber
| Lage                                                                                       | Objekt                                                                     | Beschreibung | Akten-Nr.               | Bild           |
| ------------------------------------------------------------------------------------------ | -------------------------------------------------------------------------- | --- | ----------------------- | -------------- |
| Bahnhofstraße 1 (Standort)                                                                 | Gasthaus zum Landthurm                                                     | zweigeschossiger, verputzter Satteldachbau, bezeichnet mit „1865“, an Stelle eines ehemaligen Landwehrturms von 1567                                                                | D-5-75-124-14 Wikidata  | weitere Bilder |
| Bahnhofstraße 19 (Standort)                                                                | Streckenwärterhaus                                                         | Kleiner zweigeschossiger Satteldachbau, um 1865; zugehörig zum Bahnhof, siehe Bahnhofstraße 21                                                                                      | D-5-75-124-17 Wikidata  | weitere Bilder |
| Bahnhofstraße 21 (Standort)                                                                | Bahnhof Steinach (bei Rothenburg ob der Tauber), Stationsgebäude           | dreigeschossiger Bruchsteinbau mit flachem Walmdach sowie Lisenen- und Gesimsgliederung, von Sigmund Hofreiter, 1865                                                                | D-5-75-124-15 Wikidata  | weitere Bilder |
| Bahnhofstraße 21 (Standort)                                                                | Bahnhof Steinach (bei Rothenburg ob der Tauber), ehemaliges Abortgebäude   | erdgeschossiger Bruchsteinbau mit Flachsatteldach, von Sigmund Hofreiter, 1865, südlich des Empfangsgebäudes                                                                        | D-5-75-124-15 zugehörig | weitere Bilder |
| Bahnhofstraße 26 (Standort)                                                                | Eisenbahnergebäude, ehemaliges Dienstwohngebäude                           | dreigeschossiger, langgestreckter Bruchsteinbau mit Satteldach, Hausteingliederung sowie profilierten Sparren- und Pfettenköpfen, kgl. Bayerische Eisenbahndirektion Würzburg, 1910 | D-5-75-124-18 Wikidata  | weitere Bilder |
| Bahnhofstraße 26 (Standort)                                                                | Eisenbahnergebäude, ehemaliges Dienstwohngebäude, zugehöriges Nebengebäude | kleines zweitüriges Nebengebäude | D-5-75-124-18 zugehörig | BW             |
| Rothenburger Landhege, südlich der Ansbacher Bahnlinie, am Hang des Vogelsang-Fuchsberg () | Rothenburger Landhege                                                      | Wallgrabenanlage, 15. bis 16. Jahrhundert, nicht nachqualifiziert, im Bayerischen Denkmal-Atlas nicht kartiert                                                                      | D-5-75-124-16 Wikidata  |                |

## Abgegangene Baudenkmäler
In diesem Abschnitt sind Objekte aufgeführt, die früher einmal in der Denkmalliste eingetragen waren, jetzt aber nicht mehr existieren, z. B. weil sie abgebrochen wurden. Aktennummern in diesem Abschnitt sind ehemalige, jetzt nicht mehr gültige Aktennummern.

| Lage                                                              | Objekt                                                                  | Beschreibung | Akten-Nr.               | Bild           |
| ----------------------------------------------------------------- | ----------------------------------------------------------------------- | --- | ----------------------- | -------------- |
| Steinach bei Rothenburg ob der Tauber Bahnhofstraße 21 (Standort) | Bahnhof Steinach (bei Rothenburg ob der Tauber), Güterabfertigungshalle | eingeschossiger Bruchsteinbau mit weit vorkragendem Satteldach, gleichzeitig mit dem Empfangsgebäude; nördlich des Empfangsgebäudes | D-5-75-124-15 zugehörig | weitere Bilder |